# بزمجه باستانی
بزمجه باستانی (نام علمی: Varanus priscus) گونه‌ای منقرض‌شده و پیشاتاریخی از بزمجه‌ها است. این گونه در دوره پلیستوسن در زیستگاه‌های واقع در شرق استرالیا شامل جنگل‌های گرمسیری، بیشه‌زارها و احتمالاً مرغزارها زندگی می‌کرد و از آن به عنوان بزرگ‌ترین گونه مارمولک خشکی‌زی تاریخ یاد می‌شود.
این جانور مانند خویشاوند نزدیک خود اژدهای کومودو یک درنده فرصت‌طلب بود که از پستانداران بزرگ، مارها و دیگر خزندگان و پرندگان تغذیه می‌کرد. با وجود این به نظر می‌رسد که بزمجه باستانی ارتباط خویشاوندی نزدیک‌تری با بزمجه‌های بومی استرالیا مانند بزمجه بزرگ داشته باشد. قدمت جوان‌ترین سنگواره‌های بزمجه باستانی به حدود ۵۰٫۰۰۰ سال پیش بازمی‌گردد؛ بنابراین نخستین بومیان استرالیا احتمالاً با این جانور روبه‌رو شده و ممکن است عامل انقراض آن شده باشند.

## طبقه‌بندی

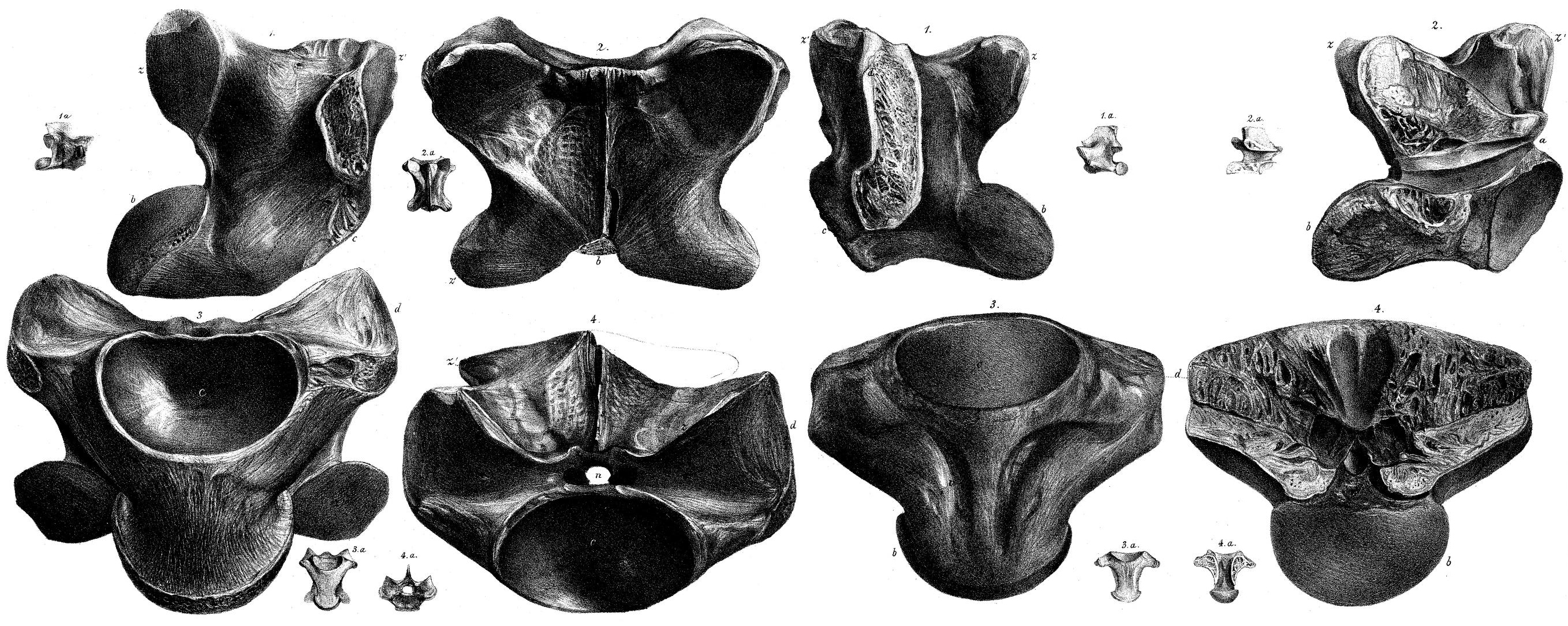
تصویرسازی از بقایای مهره‌های پشتی و گردنی بزمجه باستانی در سال ۱۸۵۹

سنگواره‌های بزمجه باستانی نخستین بار توسط ریچارد اوون زیست‌شناس اهل بریتانیا در منطقه دارلینگ داونز واقع در ایالت کوئینزلند استرالیا در سال ۱۸۵۹ کشف شد و او نام مگالانیا پریسکا (Megalania prisca) به معنی پرسه‌زن بزرگ باستانی را با توجه به ماهیت کلی خزندگان بزرگ برای این گونه جدید برگزید. اوون از واژه یونانی ēlainō (من پرسه می‌زنم) برای ایجاد نام علمی استفاده کرد. نزدیکی این واژه به واژه لاتین lania (شکل مؤنث قصاب) باعث شد تا بسیاری از نویسندگان به اشتباه معنی مگالانیا پریسکا را قصاب بزرگ باستانی بدانند.
سرده پرسه‌زن بزرگ (مگالانیا) توسط اوون برای قراردادن گونه پرسه‌زن بزرگ باستانی پایه‌گذاری شد و اعتبار آن به عنوان یک سرده معتبر همچنان محل اختلاف است. به طوری که بسیاری از زیست‌شناسان پرسه‌زن بزرگ را صرفاً مترادف بزمجه می‌دانند. از آنجا که در زبان لاتین جنسیت واژه‌های Megalania و Varanus به ترتیب مؤنث و مذکر است. بنابراین در صورت تغییر سرده پسوند گونه نیز از prisca به priscus تغییر می‌یابد.
سنگواره‌های بزمجه باستانی تا کنون به صورت پراکنده در شمال، شرق، جنوب و جنوب شرقی استرالیا یافت شده اما هنوز آثاری از بقایای آن در استرالیای غربی، تاسمانی و گینه‌نو یافت نشده‌است.

## اندازه

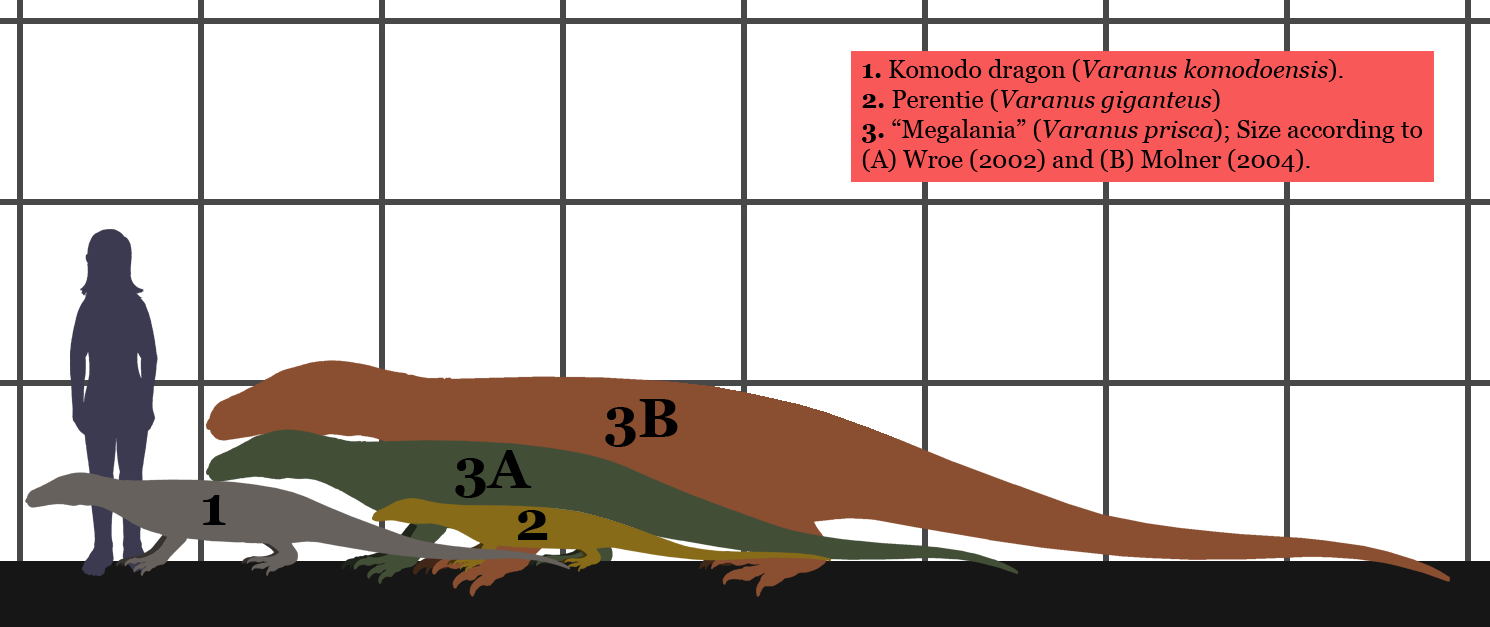
مقایسه اندازه بزمجه باستانی در دو اندازه (3A) و (3B) با اژدهای کومودو (۱)، بزمجه بزرگ (۲) و انسان

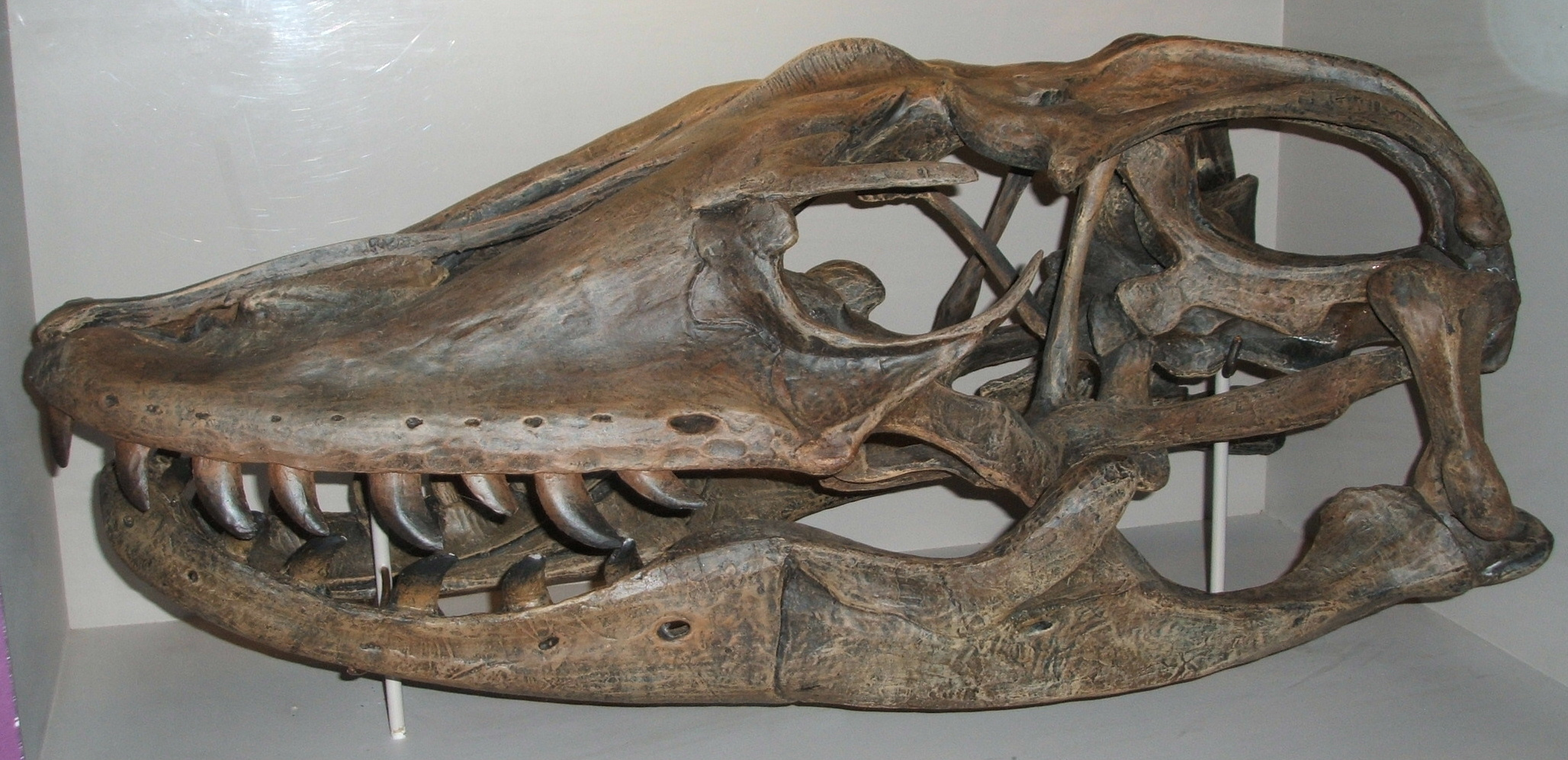
جمجمه بازسازی‌شده بزمجه باستانی، موزه علم بوستون

از آنجا که تا کنون فسیل کاملی از بزمجه باستانی کشف‌نشده برآورد اندازه آن دشوار است. طبق برآوردهای اولیه بزرگ‌ترین اعضای این گونه تا حدود ۷ متر طول و ۶۰۰ کیلوگرم وزن داشته‌اند. یک برآورد که در سال ۲۰۰۲ انجام شد اندازه و وزن این جانور را به‌طور قابل‌ملاحظه‌ای کاهش داد و به حداکثر ۴٫۵ متر با ۳۳۱ کیلوگرم وزن و با میانگین طولی ۳٫۵ طول و میانگین وزنی ۹۷ تا ۱۵۸ کیلوگرم تقلیل داد. برآوردی دیگر که در سال ۲۰۰۹ انجام شد حداقل اندازه و وزن این جانور را ۵٫۵ متر طول و ۵۷۵ کیلوگرم وزن اعلام کرد.